# یان فوس
یان فوس (هلندی: Jan Vos; ۱۷ آوریل ۱۸۸۸ – ۲۵ اوت ۱۹۳۹) بازیکن فوتبال و سرمربی اهل هلند بود.
از باشگاه‌هایی که در آن بازی کرده‌است می‌توان به باشگاه فوتبال اسپارتا روتردام اشاره کرد.